# مکان‌های مذهبی تهران
مسجدها، حسینیه‌ها و امامزاده‌ها از جمله مکان‌های مذهبی تهران هستند که در مجموع ۲٬۰۷۲ مرکز (در ۱۳۸۷ خورشیدی) را شامل می‌شوند. تهران ۱۵۴۶ مسجد، ۴۸۷ حسینیه، و ۳۹ امامزاده دارد. در واقع برای هر ۳٬۵۱۶ تهرانی یک مرکز مذهبی وجود دارد. بیشترین امامزاده‌های پایتخت، در منطقه ۲۰ متمرکز شده و بعد از آن، منطقه ۲ و ۱ دارای بیشترین امامزاده‌ها هستند. در ۱۲ منطقه هم هیچ امامزاده‌ای وجود ندارد.

## فهرست

### امامزاده صالح تجریش
امامزاده صالح نام آرامگاهی در منطقه تجریش است. با توجه به کتیبه بالای سردر صحن، اینطور گفته می‌شود که از پسران موسی کاظم و برادران امام هشتم شیعیان علی بن موسی الرضا است.

نمای مصلی حرم شاه‌عبدالعظیم

### حرم شاه عبدالعظیم
شاه‌عبدالعظیم یا عبدالعظیم حسنی، مجموعه چند آرامگاهی است. عبدالعظیم حسنی یکی از نوادگان حسن مجتبی بوده که مقبرهٔ او در شهر ری (در جنوب تهران) واقع شده است. این آرامگاه با آرامگاه امامزاده حمزه و امامزاده طاهر از قرن سوم هجری قمری تا به زمان حال، یکی از نامدارترین اماکن زیارتی ایران و تهران بوده است. آرامگاه ستارخان و طیب حاج رضایی در صحن‌های این امامزاده قرار دارد.

### آرامگاه سید روح‌الله خمینی
آرامگاه سید روح‌الله خمینی، رهبر پیشین نظام جمهوری اسلامی ایران، در شهرستان ری و نزدیکی بهشت زهرای تهران قرار گرفته است. خط ۱ مترو تهران، از ایستگاه متروی قیطریه تا ایستگاه متروی حرم مطهر امام خمینی امتداد دارد. این آرامگاه محل زیارت بسیاری از شیعیان علاقه‌مند به او است.

### آرامگاه شهدای گمنام کهف الشهدا
آرامگاه شهدای گمنام کهف الشهدا پس از مخالفت عده‌ای با خاکسپاری پنج کشته گمنام جنگ ایران و عراق در محل پیش‌بینی شده و انتقال آنان به غاری در همان حوالی بعد از هدایت قرآنی، در تاریخ ۲۸ خرداد سال ۱۳۸۶ مصادف با ایام سوگواری فاطمیه دوم سال ۱۴۲۸ ایجاد گردید.

### آرامگاه بی‌بی‌شهربانو
آرامگاه بی‌بی‌شهربانو در شهر ری (در جنوب تهران) واقع شده است. بنا بر کتیبه موجود در آن و اعتقادات مردم، شهربانو همسر امام سوم شیعیان حسین بن علی و مادر امام چهارم شیعیان سجاد است.

### حسینیه ارشاد

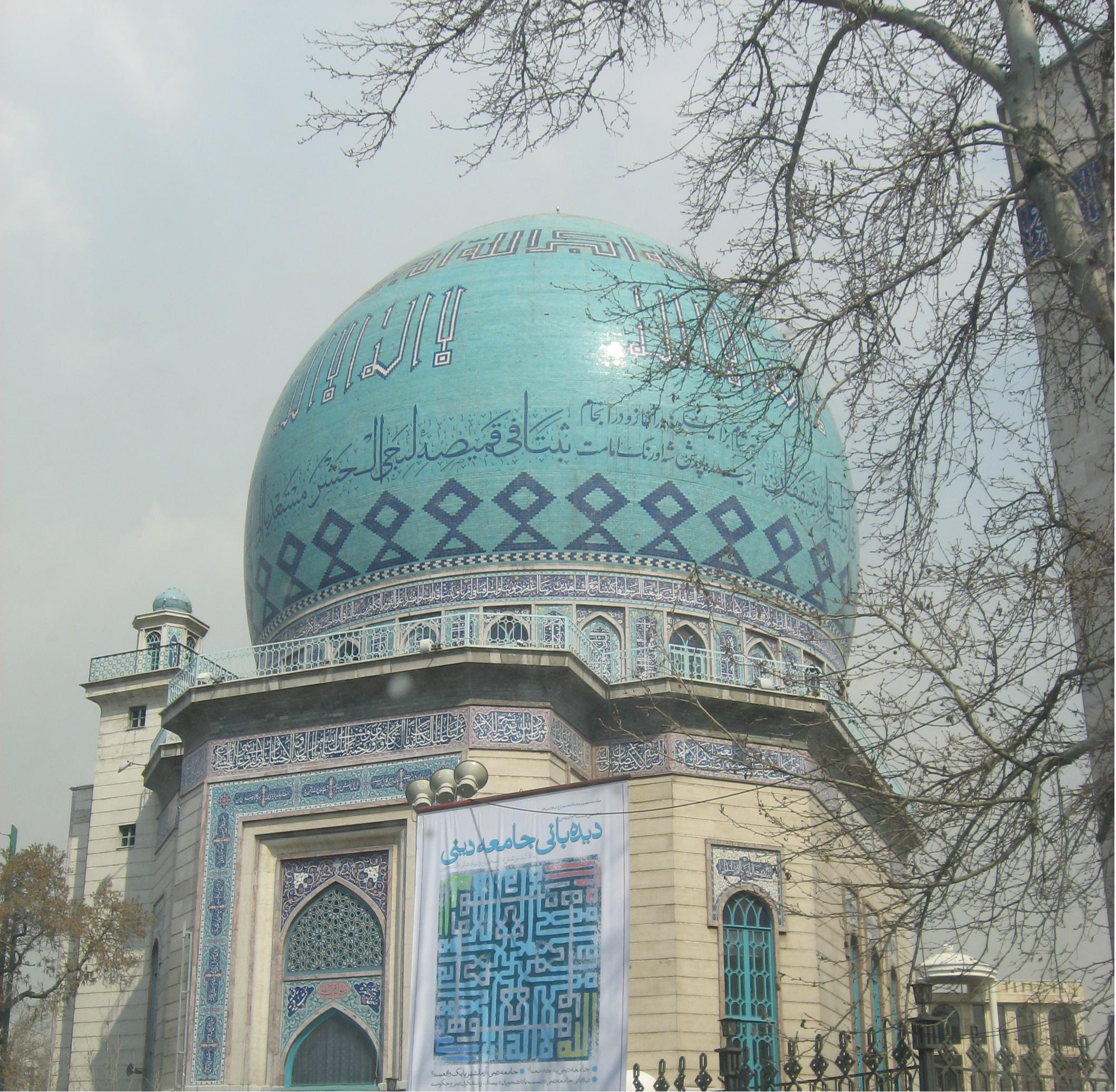
حسینیه ارشاد

حسینیه ارشاد مرکزی مذهبی-فرهنگی واقع در خیابان شریعتی شهر تهران است. شهرت حسینیه، بیشتر به خاطر سخنرانی‌های انجام‌شده در آن‌جا، خصوصاً سخنرانی‌ها و فعالیت‌های فرهنگی و سیاسی علی شریعتی و محمد مفتح است.

### مصلای تهران
مصلای تهران یا مصلای امام خمینی، مجموعه‌ای از بناها و فضاهای لازم برای حضور جمعیت‌های میلیونی و برگزاری مراسم عبادی، سیاسی، اجتماعی و انجام فعالیت‌های متنوع فرهنگی، آموزشی و هنری نظیر برگزاری نمایشگاه‌های بزرگ فرهنگی، کلاس‌های آموزشی و… در تهران است.

### مسجد شاه (مسجد سلطانی)
مسجد امام خمینی (مسجد سلطانی یا مسجد شاه سابق)، از جنوب شرقی به بازار بین‌الحرمین و از جنوب غربی به امامزاده زید در بازار کفاش‌ها ختم می‌شود. این مسجد طبق اصول معماری سنتی ایرانی و به دستور فتحعلی‌شاه قاجار ساخته شده است. ورودی مسجد به شکل یک مدخل مستطیل شکل عریض و در مرکز یک طاق عمیق در وسط دیوار قرار گرفته است که طاق قوسی مقرنس آن با نقوش درهم رفته گیاهان وکاشیهای خشتی هفت رنگ لعابدار تزیین شده است. در دو جناح طاق قوسی، یک سری قاب مستطیل شکل قرار دارد که با کاشی‌های رنگارنگ تزیین شده است. تا دوران پهلوی، نام مسجد، مسجد شاه بوده است، اما پس از انقلاب اسلامی، به مسجد امام خمینی تغییر نام داد. مسجد امام خمینی، ۱۰۰۰۰ متر مربع مساحت دارد و شیوهٔ بناهای دوره کریم‌خان زند در آن به کار رفته است.

### امامزاده ابوالحسن
امامزاده ابوالحسن از نوادگان جعفر صادق بوده که مقبره او در شهر ری واقع شده‌است. در مناسبت‌های مذهبی، حرم او محفل شیعیان است و شب‌های جمعه، مراسم دعای کمیل نیز برگزار می‌گردد.

### امامزاده عبدالله
امامزاده عبدالله از نوادگان سجاد است که بارگاه او در شهر ری قرار دارد. همچنین یک قبرستان قدیمی در محوطه امامزاده عبدالله وجود دارد که برخی شاهزادگان قاجار و برخی افراد صاحب منسب قدیمی در آن دفن هستند.

### بهشت زهرا
بهشت زهرا، نام بزرگ‌ترین قبرستان ایران است که در حومه جنوب تهران واقع شده است. فعالیت این قبرستان در سال ۱۳۴۹ خورشیدی آغاز شد. بهشت زهرا، در آغاز، ۳۱۴ هکتار وسعت داشت که در سال ۱۳۷۶، قسمت شمالی به وسعت ۱۱۰ هکتار و در سال ۱۳۸۷، قسمت شرقی به وسعت ۱۶۰ هکتار، خریداری و به آن اضافه شد.

### امامزاده اسحاق
امامزاده اسحاق، در کوچه خدابنده‌لو در خیابان ناصر خسرو واقع شده و مردم آن را به نام قدمگاه چهارده معصوم هم می‌خوانند. نسب او به موسی کاظم می‌رسدو این بقعه کوچک، حدود ۲۲ متر مربع مساحت دارد. یک لوح سنگی که بر آن صلوات بر چهارده معصوم کنده‌کاری شده، بر دیوار بقعه نصب شده است. شیوهٔ نگارش خط ثلث موجود بر سنگی که در سرداب آن قرار دارد، تاریخ ساخت آن را به قرن ۸ یا ۹ هجری می‌رساند.

## سایر مکان‌های مذهبی تهران

### زیارتگاه‌ها
- امامزاده قاسم
- امامزاده ابوطالب (تهران)
- امامزاده عینعلی و زینعلی
- آرامگاه شیخ عبدالله طرشتی
- امامزاده قاضی صابر
- امامزاده پنج‌تن
- امامزاده حسن
- امامزاده معصوم
- امامزاده ابراهیم و اسماعیل (تهران)
- امامزاده اسماعیل
- امامزاده سید اسحاق
- امامزاده سید اسماعیل
- امامزاده یحیی
- آرامگاه پیرعطا
- آرامگاه سرقبر آقا
- امامزاده سید نصرالدین
- امامزاده سید ولی (بازار تهران)
- بقعه هفت دختران
- بقعه چهل‌تنان
- امامزاده علی‌اکبر
- امامزاده سیده ملک‌خاتون
- امامزاده حمزه
- امامزاده هادی
- آرامگاه ابن بابویه
- آرامگاه بی‌بی‌زبیده
- آرامگاه جوانمرد قصاب
- امامزاده صالح
- امامزاده یحیی (ورامین)
- برج شیخ شبلی
- امامزاده شاه حسین
- امامزاده کوکب‌الدین
- امامزاده محمد و عبدالله
- امامزاده روح‌الله حسنی
- امامزاده عزیز
- امامزاده محمد ولی
- امامزاده مطیب

### مساجد قدیمی
- مسجد حاج قنبرعلی خان
- مسجد مشیرالسلطنه
- مسجد سید عزیزالله
- مسجد شیخ عبدالحسین
- مسجد حاج رجبعلی
- مسجد سپهسالار
- مسجد جامع ورامین
- مسجد جامع بازار تهران
- مسجد ارگ